# Базалеті
Базалеті (груз. ბაზალეთის ტბა) — високогірне озеро в Грузії, за 60 км від Тбілісі й за 5 км від Душеті. Площа озера 1,22 км², максимальна глибина 7 метрів.

## Загальна характеристика
Озеро розташоване в басейні річки Арагві. На висоті 878 метрів над рівнем моря. Розкинулось на площі 1,22 км².
Базалеті озеро тектонічного походження. Займає синклинальне пониження на Базалетській рівнині. Має слабо порізану берегову лінію.

## Господарське використання
Озеро перспективне для риборозведення. Базалеті відомий курорт відпочинку.